# Alejandro Sanz: Desde el Teatro Compac Gran Vía de Madrid
A finales de 2009, con la finalidad de promocionar su disco Paraíso Express, el cantautor Alejandro Sanz, ofreció una mini-gira de 8 presentaciones en el Teatro Compac Gran Vía de Madrid, España, los días 25, 26, 28 y 29 de noviembre y los días 1, 2, 4 y 5 de diciembre de 2010. En dicho concierto el cantante ofreció lo mejor de su repertorio tanto de canciones conocidas como inéditas presentadas en su último trabajo discográfico. A dicho evento asistieron cantantes de la talla de Miguel Bosé, Ana Torroja, Malú, entre otros.
Este concierto producido por TVE, no se lanzó de manera independiente en DVD como otros conciertos del cantante, tampoco forma parte de la discografía oficial de Alejandro Sanz, sin embargo se incluyó como un Bonus en la edición especial de su disco Paraíso Express: Edición Especial Gira. Posteriormente se lanzó el DVD del concierto llamado Canciones Para Un Paraíso En Vivo bajo el sello de Warner Music, que incluía este mismo repertorio, añadiendo más temas al mismo. 

## Lista de canciones

### DVD
1. Viviendo Deprisa
2. Desde Cuando
3. Corazón Partío
4. Yo Hice Llorar Hasta a Los Angeles
5. Lola Soledad
6. Mala
7. Mi Peter Punk
8. Aquello Que Me Diste
9. No Es Lo Mismo
10. Medley: Mi Soledad y Yo/Amiga Mia/Y si fuera ella?
11. Looking For Paradise

## Personal
- Luis Dulzaides - Percusión
- Juan Carlos "Diez Pianos" García - Técnico
- Luis Aquino - Trompeta
- Mike Ciro - Director, guitarra eléctrica
- Carlos Martin - Teclados, Percusión, Trombón, Trompetas
- Alfonso Pérez - Coros, guitarra eléctrica, teclados
- Steve Rodríguez - Bajo
- Sarah Devine - Coros
- Fernando Díaz - Ingeniero, mezclas
- Selan Lerner - Coros, teclados
- Alejandro Sanz - Voz principal
- Nathaniel Townsley - Batería
- Javier Vercher - Flauta, Saxofón